# Đường Ninh
Đường Ninh có tên tiếng Anh là Leila Tong (sinh 1981) là một diễn viên Hồng Kông.

## Tiểu sử
Năm 8 tuổi, Đường Ninh tham gia phim Tung hoành tứ hải và nổi tiếng nhờ vai Hồng Đậu khi bé. Và từ đó, cô bắt đầu gia nhập ngành giải trí. Năm 2007, Đường Ninh đóng phim cùng Đặng Vỹ Kiệt và hai người quen nhau. Năm 2010, cô kết hôn cùng Đặng Vỹ Kiệt và sinh con trai. Đường Ninh gần như rút khỏi làng giải trí.

## Các phim đã tham gia

### Phim điện ảnh
| Năm  | Tên phim                                                                          | Vai diễn                   | Bạn diễn                                                            | Ghi chú                                                              |
| ---- | --------------------------------------------------------------------------------- | -------------------------- | ------------------------------------------------------------------- | -------------------------------------------------------------------- |
| 1989 | Tung hoàng tứ hải 縱橫四海 Once a thief</ref> Poster phim                         | Hồng Đậu 紅 豆 （còn nhỏ） | Châu Nhuận Phát, Trương Quốc Vinh, Chung Sở Hồng, Tăng Giang (曾江) | Đạo diễn: Ngô Vũ Sâm                                                 |
| 1990 | Nhật ký thời niên thiếu của Beyond Nhật ký ban nhạc Beyond Beyond日記之莫欺少年窮 | 麗 娜 （黃家駒的妹妹）     | Huỳnh Gia Câu                                                       |                                                                      |
| 2003 | Đấu thất 96 tiểu thì A Tragic Room 斗室96小時                                     | 演员                       | Trần Cẩm Hồng, Ôn Bích Hà                                           |                                                                      |
| 2007 | Bộc cốc sát nhân cuồng                                                            |                            | Đặng Vỹ Kiệt                                                        | Thể loại: Kịch Quen Đặng Vỹ Kiệt qua vở kịch này và kết hôn năm 2010 |

### Phim truyền hình
| Năm         | Tên phim                                                                                              | Vai diễn                                                                           | Bạn diễn | Ghi chú                                                                                                 |
| ----------- | --- | ---------------------------------------------------------------------------------- | --- | --- |
| 1990 - 1993 | 柏林週記                                                                                              | 鄭詩慧（柏林家姐）                                                                 | | Phim RTHK                                                                                               |
| 1991        | 香港奇案 （單元劇）                                                                                   |                                                                                    | | Phim ATV                                                                                                |
| 1991        | 暴雨燃燒 The burning rain                                                                             |                                                                                    | Nhậm Đạt Hoa, Quan Vịnh Hà, Tôn Hưng, Trang Tĩnh Nhi (莊靜而), 吳毅將, Tuyết Lê (嚴惠明) | Phim ATV Số tập: 35                                                                                     |
| 1992        | 破繭邊緣 破茧边缘 Beyond love                                                                         | 周蜜 （còn nhỏ）                                                                   | Trương Triệu Huy, 李麗珍 (Loletta Lee), 楊寶玲 (Pauline Yeung), 陳美琪 (Maggie Chan), Lâm Bảo Di, Tăng Vĩ Quyền, 張鳳妮 (Betsy Cheung) | Phim TVB                                                                                                |
| 1992        | Đại thời đại 大時代 The greed of man                                                                  | 方芳 （còn nhỏ）                                                                   | Trịnh Thiếu Thu, Lưu Thanh Vân, Lam Khiết Anh, Châu Huệ Mẫn, Quách Ái Minh, Lưu Tùng Nhân, Thiệu Trọng Hành, Đào Đại Vũ, Lý Lệ Trân | Phim TVB Số tập: 40                                                                                     |
| 1992        | 本是同根 還我今生                                                                                     | 雯雯 （thời thơ ấu）                                                               | | Phim ATV                                                                                                |
| 1992        | 一千靈異夜 （單元劇）                                                                                 |                                                                                    | | Phim ATV                                                                                                |
| 1993        | 馬場大亨 马场大亨                                                                                     | 鍾愛玲 (còn nhỏ)                                                                   | | Phim TVB                                                                                                |
| 1994        | 笑看風雲 笑看风云 Instinct                                                                            | 潘朗清、包文龍的同學 (còn nhỏ)                                                     | Trịnh Thiếu Thu, Trịnh Y Kiện (鄭伊健), Quách Ái Minh (郭藹明) (Amy Kwok), 馬清儀, 郭藹明, 簡佩筠, 黎秀英, 許紹雄, 羅冠蘭, 李成昌, 劉江, 黎漢持, Đới Chí Vỹ (戴志偉), Cổ Cự Cơ, Quách Tấn An, Lâm Gia Đống                                                             | Phim TVB                                                                                                |
| 1995        | 男人四十一頭家 男人四十一头家 Forty something                                                         | 楊詠思                                                                             | Trịnh Thiếu Thu, Trần Tú Văn, Trần Chỉ Tinh (陈芷菁) (Astrid Chan), 许绍雄 | Phim TVB                                                                                                |
| 1995        | 包青天之梨花劫                                                                                        | 賀翩翩 (còn nhỏ)                                                                   | Huỳnh Nhật Hoa, Địch Long, Liêu Khải Trí, Lương Bội Linh | Phim TVB                                                                                                |
| 1995        | 新同居關係 新同居关系                                                                                 | Apple                                                                              | | Phim TVB                                                                                                |
| 1996        | Tiếu ngạo giang hồ 1996 笑傲江湖 State of divinity Poster phim                                        | Khúc Phi Yên 曲飛煙 Qu Fei Yan                                                     | Lữ Tụng Hiền, Lương Bội Linh, Hà Mĩ Điền, Vương Vĩ, Trần Thiếu Hà, Lỗ Chấn Thuận, La Lạc Lâm, Hà Bảo Sinh, Phương Kiệt, Lý Long Cơ | Phim Hồng Kông (TVB) Số tập: 40                                                                         |
| 1999        | 肥貓正傳II Forrest cat II                                                                             | 張佩欣 （Yuki）                                                                    | Trịnh Tắc Sĩ, Miêu Kiều Vĩ, Giang Mỹ Nghi (江美儀), Hà Gia Kính | Phim ATV Số tập: 32                                                                                     |
| 2000        | 談談情．說說愛                                                                                        |                                                                                    | | Phim RTHK                                                                                               |
| 2002        | 法網伊人 法网伊人 師奶師爺 师奶师爷 Fa wang yi ren Legal entanglement                                 | 糖果店售貨員                                                                       | Lý Khắc Cần, Quách Khả Doanh, Tạ Thiên Hoa (謝天華), 吳綺莉, Âu Cẩm Đường (歐錦棠), 劉綽琪, Tưởng Chí Quang (蔣志光), Thạch Tu (石修), 傳楚卉, Hồ Hạnh Nhi | Phim TVB Số tập: 22                                                                                     |
| 2002        | 騎呢大狀 骑呢大状 A case of misadventure                                                              | 葉小桃                                                                             | Trần Tuệ San, Hồ Phong (胡楓), Tô Vĩnh Khang (蘇永康), Quách Phong (郭峰), 汪琳, 李鴻杰 | Phim TVB Số tập: 20                                                                                     |
| 2002        | 無考不成冤家 无考不成冤家 Let's face it                                                               | 高嘉莉（青年）                                                                     | Mã Đức Chung, Quách Phong (郭峰), Uông Minh Thuyên (汪明荃), Uyển Quỳnh Đan (苑瓊丹), Huỳnh Gia Lạc (黃嘉樂), Trình Khả Vi (程可為), Lư Hải Bằng (盧海鵬), Trương Khả Di (張可頤), Đới Chí Vỹ (戴志偉), Tưởng Chí Quang (蔣志光), Mã Đức Chung, Lỗ Văn Kiệt(魯文傑)    | Phim TVB Số tập: 20                                                                                     |
| 2002        | 烈火雄心II Burning flame II                                                                           | 陳小蘭/康蘭/關穎恩                                                                 | Vương Hỷ (王喜), Tuyên Huyên, Trịnh Gia Dĩnh, Lâm Vỹ Thần (林韋辰) (Gilbert Lam Wai Sun), Phương Trung Tín (方中信), Mông Gia Tuệ, Mã Quốc Minh, Nguyên Hoa | Phim TVB Số tập: 35                                                                                     |
| 2002        | 流金歲月 Golden faith                                                                                 | 洪力生之妻                                                                         | Tần Bái (秦沛), 馮曉文, Lạc Ứng Quân (駱應鈞), Huỳnh Thục Nghi (黃淑儀), La Gia Lương, Lâm Phong, Hồ Hạnh Nhi, Trần Mạn Na (陳曼娜), Ôn Triệu Luân, Dương Di, Diệp Tuyền, Liêu Bích Nhi, Trần Quốc Bang (陳國邦), Khưu Trình (尤程)                                    | Phim TVB Số tập: 45                                                                                     |
| 2002        | 談判專家                                                                                              | 葉可愛                                                                             | | Phim TVB                                                                                                |
| 2002        | 駁命老公追老婆 再愛亦是老婆 Love and again                                                            | 劉褔梅 （Bobo）                                                                    | Dư Tử Minh (余子明), Phương Trung Tín (方中信), 夏萍, Tạ Thiên Hoa (謝天華), Quách Thiện Ni, Trần Hào | Phim TVB Số tập: 20                                                                                     |
| 2002        | 點指賊賊賊捉賊 Good against evil                                                                      | 劉飛鳳 （Mary）                                                                    | Ôn Triệu Luân (溫兆倫), Thạch Tu, La Lạc Lâm (羅樂林), Mông Gia Tuệ, Tần Hoàng (秦煌), Vương Vĩ, Dương Di, Ngô Mỹ Hạnh (吳美珩), Đặng Tụy Văn, Liêu Khải Trí (廖啟智), Lỗ Văn Kiệt (魯文傑), 劉江, Lạc Ứng Quân (駱應鈞), 羅莽                                         | Phim TVB Số tập: 20                                                                                     |
| 2002        | Đôi đũa lệch Chàng ngốc A Vượng 戇夫成龍 戆夫成龙 Zhuang fu cheng long Square pegs                    | 凌彩蝶                                                                             | Quách Tấn An, Tuyên Huyên, Dương Uyển Nghi, Tào Vĩnh Liêm, Thang Doanh Doanh | Phim Hồng Kông (TVB) Tiếng Quảng Đông Thể loại: Hài Số tập: 20 Thời lượng: 45 phút/tập                  |
| 2003        | 智勇新警界 打更急先鋒 Vigilante force                                                                 | 陸麗娟                                                                             | Quách Phong (郭峰), 吳毅將, Mã Đức Chung, Lâm Bảo Di, Trần Hạo Dân, Vương Thanh (王青), Hàn Quân Đình (韓君婷), Quách Khả Doanh, 韓馬利, Dương Di, Quách Chính Hồng (郭政鴻), Mạch Trường Thanh, 羅冠蘭, 郭耀明, Ngô Trác Hy, 李岡龍, 趙靜儀,                          | Phim TVB Số tập: 30                                                                                     |
| 2003        | Xứ thần tiên Quyến luyến tiên phàm gian 繾綣仙凡間 In the realm of fancy                              | 宋紫衣                                                                             | Giang Hoa (diễn viên), Phàn Thiếu Hoàng, Dương Tư Kỳ, Ngụy Tuấn Kiệt, Huỳnh Trác Linh, Lạc Ứng Quân, Trần Vinh Tuấn, Dương Gia Lạc, Dương Uyển Nghi, Quách Diệu Minh, Trần Hồng Liệt, Lư Hải Bằng, Lữ San, Trần An Doanh, Tuyết Ni, Phó Sở Hủy, Mã Quốc Minh, 陳琪     | Phim TVB Số tập: 20                                                                                     |
| 2003        | Khát vọng tuổi trẻ 戀愛自由式 Aqua heroes                                                             | 游穎 （Rain）                                                                      | Trần Văn Viên, Tiêu Chính Nam, Hoàng Tông Trạch (Huỳnh Tông Trạch), Đặng Tụy Văn, Lê Nặc Ý, Đặng Lệ Hân | Phim TVB Số tập: 20                                                                                     |
| 2003        | Anh hùng đao thủ 英雄·刀·少年 Find the light                                                          |                                                                                    | Lưu Tùng Nhân, Thiệu Mĩ Kỳ, Ngô Trác Hy, Hoàng Tông Trạch (Huỳnh Tông Trạch), Dương Di, Dương Tư Kỳ | Phim TVB Thể loại: Cổ trang Số tập: 20                                                                  |
| 2004        | Song long đại Đường 大唐雙龍傳 大唐双龙传 Da tang shuang long chuan Twin of brothers Poster           | Sư Phi Huyên                                                                       | Lâm Phong, Ngô Trác Hy, Dương Di, Hồ Định Hân, Ngũ Vịnh Vy (伍詠薇), Quách Chính Hồng | Phim Hồng Kông (TVB) Tiếng Quảng Đông Thể loại: Kiếm hiệp Số tập: 42 Thời lượng: 45 phút/tập            |
| 2004        | Đội hành động liêm chính 2004 Đội điều tra liêm chính 2004 廉政行動2004 ICAC Investigators 2004       | Mary                                                                               | Ngũ Vịnh Vy (伍詠薇), Hoàng Thu Sinh, Thạch Tu, Thiệu Mỹ Kỳ, Ngụy Tuấn Kiệt, Trương Trí Lâm, Mông Gia Tuệ, Phương Trung Tín (方中信), Lưu Khải Uy, Lê Nặc Ý, Trần Kiện Phong, Mạch Trường Thanh, 連凱                                                                  | Phim TVB Số tập: 5                                                                                      |
| 2004        | Đột phá cuối cùng 天涯俠醫 The last breakthrough                                                      | 夏曉晴                                                                             | Trương Gia Huy, Lâm Phong, Quách Thiện Ni, Thương Thiên Nga, Trần Mẫn Chi | Phim TVB Số tập: 30                                                                                     |
| 2005        | Chuyện về chàng Vượng 阿旺新傳 阿旺新传 A wang xin chuan Life made simple                             | An Kỳ 安琪                                                                         | Quách Tấn An, Tuyên Huyên, Thang Doanh Doanh, Hoàng Tông Trạch (Huỳnh Tông Trạch), Tần Bái | Phim Hồng Kông (TVB) Tiếng Quảng Đông Thể loại: Hài Số tập: 32 Thời lượng: 45 phút/tập                  |
| 2005        | Ngưu Lang - Chức Nữ 牛郎織女 The legend of love Poster                                                | Hỷ Thước 布喜兒 （喜鵲）                                                           | Ôn Triệu Luân, Quách Thiện Ni, Âu Cẩm Đường, La Lan, Vi Gia Hùng, Ngãi Uy, Lưu Ngọc Thúy, Thang Doanh Doanh, La Lạc Lâm, Trần Vinh Tuấn | Phim TVB Số tập: 20                                                                                     |
| 2005        | Liêu trai 2005: Phần Tiểu Tạ và Thu Dung 小謝與秋容 Poster                                            | Tiểu Tạ                                                                            | Hoắc Tư Yến, TAE | Phim Trung Quốc Đạo diễn: Ngô Cẩm Nguyên, Hoàng Vĩ Minh, Ngụy Hán Đào Số tập: 36 (6 phần) (45 phút/tập) |
| 2006        | Lý lẽ trái tim Lý lẽ con tim 潮爆大狀 非常大狀 Bar bender                                             | 蔣思庭 （Stephanie）                                                               | Trịnh Thiếu Thu, Tô Ngọc Hoa, Trần Kiện Phong, Hướng Hải Lam (向海嵐), Thạch Tu, Lư Uyển Nhân (盧宛茵), Vương Thanh (王青), Tô Ngọc Hoa, Trần Quốc Bang (陳國邦), Tăng Huệ Vân (曾慧雲)                                                                                | Phim TVB Thể loại: Toà án Số tập: 20                                                                    |
| 2007        | Mười anh em 十兄弟 Ten brothers                                                                       | Tiểu Lan 洪小蘭                                                                    | Lâm Văn Long, Quách Khả Doanh, Hồ Định Hân, Lâm Viễn Nghênh, Lê Nặc Ý, Lâm Viễn Nghênh, Hồ Nặc Ngôn, Lý Dật Lãng, La Quán Phong, Quách Tịnh, Dương Minh, Trương Trí Hiên, Diệp Vĩ, Vương Bỉnh Hy, Thái Tử Kiện, Lý Tư Tiệp, Liêu Khải Trí, Huỳnh Kỷ Doanh, Lý Thể Ninh | Phim TVB Thể loại: Hài Số tập: 20                                                                       |
| 2007        | Loạn thế giai nhân 亂世佳人 乱世佳人 War and destiny                                                  | Trịnh Nguyệt Phụng 鄭月鳳                                                          | Trần Cẩm Hồng, Ngô Trác Hy, Hồ Hạnh Nhi, Tào Mẫn Lị, Thạch Tu | Phim TVB Thể loại: Lịch sử Số tập: 30                                                                   |
| 2007        | Thử thách hôn nhân 師奶兵團 The family link                                                           | 舒小曼                                                                             | Đặng Tụy Văn, Tạ Thiên Hoa, Diệp Đồng, Thương Thiên Nga, Mã Quốc Minh, Khương Đại Vệ, Hoàng Tông Trạch (Huỳnh Tông Trạch), Quách Chính Hồng, Trần Pháp Lai, Hồ Hạnh Nhi                                                                                                | Phim TVB Số tập: 21                                                                                     |
| 2007        | Định mệnh oan nghiệt Lan hoa kiếp Ba chị em 蘭花劫 獄陷驚情 Phoenix rising                            | Dương Thể Lâm 蘇菲                                                                 | Tô Ngọc Hoa, Điền Nhuỵ Ni, Trần Cẩm Hồng, Hồ Định Hân, Huỳnh Trí Hiền, Hồ Nặc Ngôn | Phim TVB Thể loại: Lịch sử Số tập: 20                                                                   |
| 2008        | Công chúa cuối cùng Cách cách cuối cùng                                                               | Lý Khai Tâm                                                                        | Hoắc Tư Yến, Trần Kiện Phong, Nghiêm Khoan | Phim Trung Quốc Sản xuất: Công ty Truyền hình La Phong Bắc Kinh                                         |
| 2009        | Mạc hậu quyền uy Đại lão gia sau bức màn 幕後大老爺 Mok hou dai lo yea Mu hou da lao ye Man in charge | Trang Tiểu Nhàn (chủ quán) 莊小嫻 （小嫻姑娘）                                     | Mã Quốc Minh, Từ Tử San, Cao Quân Hiền, Trần Sơn Thông, Tưởng Chí Quang, Lưu Giang, Lưu Gia Huy, Hà Ỷ Vân, Trịnh Gia Sinh, Tăng Huệ Vân | Phim TVB Thể loại: Cổ trang Số tập: 20                                                                  |
| 2009        | Có phòng cho thuê Nhà có phòng trọ 有房出租 Rooms to let                                              | Doris （多多）                                                                     | Khương Đại Vệ, 劉家輝, Quan Ân Na (官恩娜), Châu Bách Hào (周柏豪), Vi Gia Hùng (韋家雄), 海俊傑 | Phim RTHK Thể loại: Hài Số tập: 13                                                                      |
| 2010        | Kỳ án nhà Thanh 2 Gối thần kỳ án 2 施公奇案 II Shi gong qi an II A pillow case of mystery II          | Lục Tiểu Điệp 陸小蝶 / 陸小鳳 / 丁美人 （六奶奶）                                  | Âu Dương Chấn Hoa, Tuyên Huyên, Lý Tư Tiệp, Trần Sơn Thông, Lưu Gia Huy | Phim TVB Thể loại: Cổ trang, Giả tưởng, Trinh thám Số tập: 21                                           |
| 2010        | 愛回家                                                                                                | Erica                                                                              | | Phim RTHK                                                                                               |
| 2010        | Có phòng cho thuê Nhà có phòng trọ 有房出租 2010 Rooms to let 2010                                    | Doris （多多）                                                                     | Khương Đại Vệ, 劉家輝, Châu Bách Hào (周柏豪), Quan Ân Na (官恩娜), 海俊傑, 楊愛瑾, Lữ San | Phim RTHK                                                                                               |
| 2011        | Đội hành động liêm chính 2011 Đội điều tra liêm chính 2011 廉政行動2011 ICAC Investigators 2011       | 文嘉琪                                                                             | | Phim RTHK Số tập: 5                                                                                     |
| 2012        | Thịnh Thế Nhân Kiệt Tranh quyền đoạt vị 盛世仁傑 盛世人傑 The greatness of a hero                     | Thượng Quan Uyển Nhi                                                               | Trịnh Tắc Sỹ, Trần Tú Châu, Lê Diệu Tường, Liêu Bích Nhi, Trần Cẩm Hồng, Quách Thiện Ni, Lý Hương Cầm | Phim TVB Số tập: 20                                                                                     |
| 2012        | 《警訊》之《亂·愛》                                                                                   | 警員Maggie                                                                         | | Phim RTHK                                                                                               |
| 2012        | 《火速救兵II》之《急救先鋒》                                                                          | 玲                                                                                 | | Phim RTHK                                                                                               |
| 2014        | Cảnh giới tuyến 警界線 The borderline                                                                 | Đinh Tiểu Hải (Đỗ Tâm Nhi) 丁小海                                                  | Vương Thanh, Lâm Gia Hoa, Liêu An Lệ, Liêu Khải Trí, Trương Tùng Chi, Lâm Tuấn Vỹ, Tưởng Tổ Mạn, Lạc Ứng Quân, Lâm Lợi, Dư Mộ Liên | Phim Hồng Kông Số tập: 17                                                                               |
| 2015        | 大眾情性 Sexpedia                                                                                     | 唐寧 （客串第8集）                                                                 | Trần Bách Vũ (陳柏宇), Quách Phong, Phùng Tố Ba | Phim Hồng Kông Số tập: 12                                                                               |
| 2015        | 驚異世紀 Karma                                                                                        | 方曉青（Michelle）/ 周心怡/ 謝詠兒/ 潘翠炎/ 孫慧敏/ 方婉君/ 方綽鈴/ 張靜純/ 張慧欣 | | Phim Hồng Kông Số tập: 9                                                                                |
| 2015        | 歲月樓情                                                                                              | 郭青文（Shirley）/楊嘉莉（Kelly）                                                  | | Phim Hồng Kông Số tập: 15                                                                               |
|             | Thiên nhai hiệp y                                                                                     |                                                                                    | | |
|             | 香江歲月                                                                                              |                                                                                    | | |
|             | CYC家族II                                                                                             |                                                                                    | | |
|             | 乒乓 （又名《球愛情緣》）                                                                             | 程曉彤（陶大宇的妹妹）                                                             | | |
|             | 聊齋之小謝與秋容 （內地）                                                                             | 小謝                                                                               | | |
|             | 最後的格格 （內地）                                                                                   | 李開心                                                                             | | |

## Giải thưởng
| Năm | Giải | Tại | Phim | Vai |
| --- | ---- | --- | ---- | --- |

## Âm nhạc
| Bài hát/Album                    | Ngôn ngữ         | Hát cùng                                  | Chi chú |
| -------------------------------- | ---------------- | ----------------------------------------- | --- |
| 小乙                             | Tiếng Quan Thoại |                                           | |
| 玻璃心                           | Tiếng Quan Thoại |                                           | |
| 無糖假期                         | Tiếng Quảng Đông |                                           | |
| 大節日                           | Tiếng Quảng Đông | EO2、高皓正、范萱蔚、鄧穎芝、賈曉晨, 裕美 | |
| Singing with the Moon 《邀月唱》 | Tiếng Quảng Đông |                                           | Album solo đầu tay Tháng 12/2007 Danh sách bài hát 1. 邀月唱 2. 1234567 3. 愛情物語 4. 愛若是個圓 5. 不走尋常路 6. 那麼重要 7. 傷心代碼 8. 遠方的人 9. 說聲GOODBYE |
| 咫尺之間                         | Tiếng Quảng Đông | 梁俊軒                                    | |
| 一天                             | Tiếng Quảng Đông | 周俊偉                                    | |